# Ярзуткин, Василий Васильевич (младший)
Васи́лий Васи́льевич Ярзу́ткин (младший) (2 января 1969, Казань — 14 сентября 2021) — российский волейболист, спортивный функционер, общественный деятель. Член президиума Всероссийской федерации волейбола (с 2013), председатель Федерации волейбола Обнинска (с 2005), президент Фонда развития физической культуры и спорта Олимпийского чемпиона Александра Савина.

## Биография
Василий Ярзуткин родился 2 января 1969 года в Казани.
Начал заниматься волейболом с восьмилетнего возраста. Воспитанник обнинской волейбольной школы, окончил СДЮСШОР по волейболу Александра Савина. Представляет второе поколение волейбольной династии Ярзуткиных.
В 1986 году поступил в Смоленский государственный институт физической культуры и спорта. Играл в волейбольных клубах Смоленска, Калининграда и Обнинска. Кандидат в мастера спорта СССР. В 22 года вынужден был завершить спортивную карьеру.
В 1990-е годы занялся строительным бизнесом, но не оставлял занятия волейболом. Вернувшись в Обнинск, был одним из основных инициаторов проведения соревнований по волейболу в городе.
Кроме спортивного, имеет экономическое образование.
Был инициатором воссоздания в Обнинске в 2004 году волейбольного клуба «Обнинск», который первые несколько лет был по преимуществу женским и специализировался на классическом волейболе. В 2006-м Ярзуткин делает ставку на пляжный волейбол..
В 2012 году Екатерина Хомякова и Анна Возакова в составе сборной команды России были участницами 1/8 финала Олимпийских игр в Лондоне, победителями командных Кубков Европы и мира, серебряными призёрами чемпионата России, трёхкратными обладателями открытого Кубка России и стран ЕЕВЗА, победителями Кубка Большого Шлема в Австрии. В 2016 году Екатерина Бирлова (Хомякова) в Рио-де-Жанейро вышла в четвертьфинал олимпийского турнира, что стало наивысшим достижением российского женского пляжного волейбола.
В 2014 году пляжные волейболисты Артем Ярзуткин и Олег Стояновский стали победителями юношеских Олимпийских игр в Нанкине.
В 2015 году Василий Васильевич участвует в открытии в Обнинске уникального Центра пляжных видов спорта. Пляжный центр в Обнинске — это современный сертифицированный спортивный объект, построенный в соответствии с установленными международными стандартами. В Пляжном центре можно не только тренироваться в холодное время года, но и проводить соревнования международного уровня.
В 2018 году Мария Воронина и Мария Бочарова, завоевали множество золотых медалей на молодёжных чемпионатах мира и Европы и стали золотыми призёрами юношеских Олимпийских играх в Буэнос-Айресе.
В 2019 году воспитанник обнинской волейбольной школы Олег Стояновский стал чемпионом мира — впервые в истории российского пляжного волейбола. Это гарантирует его выступление на Олимпиаде.
Умер 14 сентября 2021 года.
Награды
В 2017 году был награждён губернатором Калужской области медалью «За особые заслуги перед Калужской областью».
В 2018 году президент Всероссийской Федерации волейбола вручил Ярзуткину почетный знак ВФВ «За заслуги в развитии волейбола в России» и как председатель Федерации волейбола Калужской области получил почётный знак «Лучший волейбольный клуб года в России».
Организаторские способности Василия Ярзуткина в области волейбола в Обнинске оцениваются как феноменальные.

### Интервью
- Борзов Вячеслав. Взлёт на песке. Впервые в истории в Обнинске в эти дни проходит этап чемпионата России по пляжному волейболу // НГ-регион. — 3 июля 2009 года.

### Статьи
- Коротков Сергей. На подступах к вершине // Фонд развития физической культуры и спорта Олимпийского чемпиона Александра Савина. — 15 апреля 2010 года. Архивировано 28 марта 2014 года.
- Коротков Сергей. Три возраста победы // Обнинск. — 18 сентября 2010 года. — № 116—117 (3360—3361). Архивировано 27 сентября 2010 года.
- Человек года — 2012 // НГ-регион. — 22 февраля 2012 года. — № 7 (994). Архивировано 15 августа 2013 года.
- Северцева Светлана. Волейбол — игра семейная. Три поколения Ярзуткиных посвятили свою жизнь этому виду спорта // Весть. — 15 мая 2012 года.